# Người Cuba
Người Cuba (tiếng Tây Ban Nha: Cubanos) là những người sinh ra ở Cuba và những người có quốc tịch Cuba. Cuba là một quốc gia đa sắc tộc, là nơi sinh sống của những người thuộc các nguồn gốc dân tộc, tôn giáo và quốc gia khác nhau. Do đó, người dân Cuba nói chung không đánh đồng dân tộc của họ với quốc tịch mà là quyền công dân và lòng trung thành của họ đối với Cuba.

## Lịch sử

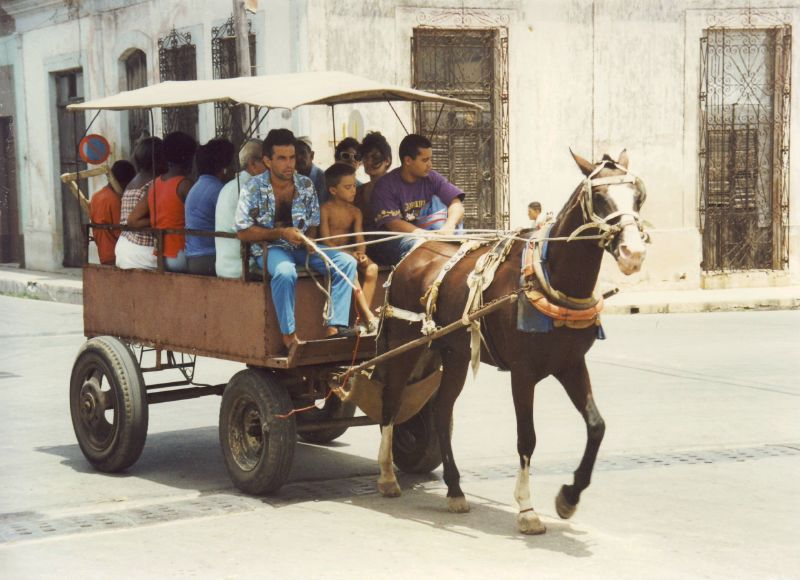
Giao thông công cộng ở Cuba trong Thời kỳ Đặc biệt (1991–2000)

Những người đầu tiên được biết đến đã sinh sống ở Cuba là Siboney, một dân tộc da đỏ. Theo sau họ là những người châu Mỹ khác, người Taíno, những người là dân cư chính của cả Cuba và các hòn đảo khác ở Antilles khi Cristoforo Colombo lần đầu tiên nhìn thấy hòn đảo này vào năm 1492. Ông tuyên bố các hòn đảo này thuộc về Tây Ban Nha và Cuba đã trở thành thuộc địa Tây Ban Nha. Nó được duy trì như vậy cho đến năm 1902 ngoại trừ một thời gian ngắn bị Anh chiếm đóng vào năm 1762, trước khi được trả lại để đổi lấy Florida. Vào cuối thế kỷ 19, Tây Ban Nha đã mất hầu hết tài sản của người Mỹ và một loạt các cuộc nổi dậy đã làm rung chuyển Cuba. Điều này, kết hợp với những lời kêu gọi sáp nhập Cuba vào Hoa Kỳ, đã dẫn đến Chiến tranh Tây Ban Nha–Mỹ và vào năm 1902, Cuba chính thức giành được độc lập.
Trong những thập kỷ đầu tiên của thế kỷ 20, các lợi ích của Hoa Kỳ đã chiếm ưu thế và ở Cuba, dẫn đến ảnh hưởng lớn đến hòn đảo này. Điều này kết thúc vào năm 1959 khi nhà lãnh đạo trên thực tế là Fulgencio Batista bị lật đổ bởi các nhà cách mạng do Fidel Castro lãnh đạo. Quan hệ với Mỹ xấu đi nhanh chóng dẫn đến việc Cuba liên minh với Liên Xô và Castro đã biến Cuba thành một nước cộng hòa xã hội chủ nghĩa đã được tuyên bố. Những người lính Cuba đã được gửi ra nước ngoài để chiến đấu trong Nội chiến Angola và Chiến tranh Ogaden trong những năm 1970-1980. Castro vẫn nắm quyền cho đến năm 2008, đầu tiên là Thủ tướng Chính phủ sau đó từ năm 1976 với tư cách là Chủ tịch Cuba. Fidel được kế vị bởi anh trai Raúl Castro.